# 698
Năm 698 là một năm trong lịch Julius.
==Sự kiện==nhà nước í thành lập làm cho 1ti ưklwmw